# مورتون دبليو. كوتس
مورتون دبليو. كوتس (بالإنجليزية: Morton W. Coutts)‏ هو عالم نيوزيلندي، ولد في 7 فبراير 1904، وتوفي في 25 يونيو 2004.